# Nový Šaldorf
Nový Šaldorf (německy Neu Schallersdorf) je jižní část obce Nový Šaldorf-Sedlešovice v okrese Znojmo. Je zde evidováno 379 adres. Trvale zde žije 545 obyvatel.
Nový Šaldorf je také název katastrálního území o rozloze 4,24 km2.

## Název
Jméno bylo přeneseno od Starého Šaldorfu.

## Historie
Nový Šaldorf byl založen pravděpodobně na konci 16. století jakožto osada Starého Šaldorfu, ležícího na druhém (levém) břehu Dyje. První písemná zmínka o Novém Šaldorfu pochází z roku 1634.
Po vzniku obecního zřízení v roce 1850 byl Nový Šaldorf součástí Starého Šaldorfu, v roce 1874 se osamostatnil. V letech 1938–1945 a 1976–1991 byl součástí Znojma. Od 1. ledna 1992 je částí obce Nový Šaldorf-Sedlešovice.
V roce 1983 byla ke katastru Nového Šaldorfu přičleněna většina plochy zrušeného katastrálního území Konice II, tvořící neobydlenou enklávu Konic s poli kolem železniční trati ze Znojma do Retzu (dnes nejjižnější část katastru Nového Šaldorfu).
Kromě rodinné zástavby jsou pro ves charakteristické i vinné sklepy s lisovnami v části zvané Modré sklepy.

## Vinařství
Zdejší vinné sklepy jsou hloubeny v pískovci prostoupeném vrstvami s obsahem jílu modrošedé barvy. Lokalita s "modrými" sklepy zabírá plochu 9 hektarů a vešlo se na ni více než 180 vinných sklepů s pohnutou historií. V roce 1945 došlo k odsunu v podstatě všech původních německých obyvatel. Osídlenci, kteří přišli z nevinařských oblastí (především z Valašska), i při nejlepší vůli jen těžko navazovali na zhroucenou několikasetletou vinařskou tradici. Teprve po roce 1989 se začíná místní vinařství probouzet z prožitého marasmu. Lidé tak mohou nyní navštěvovat pravidelné ochutnávky v otevřených rodinných sklepech.